# Saint-Méard-de-Gurçon
Saint-Méard-de-Gurçon är en kommun i departementet Dordogne i regionen Nouvelle-Aquitaine i sydvästra Frankrike. Kommunen ligger i kantonen Villefranche-de-Lonchat som tillhör arrondissementet Bergerac. År 2022 hade Saint-Méard-de-Gurçon 801 invånare.

## Befolkningsutveckling
Antalet invånare i kommunen Saint-Méard-de-Gurçon
Referens:INSEE